# 1853 v loďstvech
Tento článek obsahuje významné události v oblasti loďstev v roce 1853.

## Události
30. listopad – ruské loďstvo pod velením admirála Nachimova totálně zničilo tureckou flotu viceadmirála Osmana paši v bitvě u Sinopu.